# Pártos Dezső
Pártos Dezső, született Pollák Dezső (Budapest, 1886. december 5. – Kőszeg, 1944. november 27.) magyar színész.

## Életpályája
Pollák Jakab (1859–1903) kereskedő és Hernhut Katalin fia. 1907-ben végezte el a Színművészeti Akadémiát. Pályafutását Miskolcon kezdte. 1908–1909-ben Temesváron játszott. 1909 és 1925 között a Magyar Színház, majd 1926-tól 1932-ig és 1933–34-ben, illetve 1935–36-ban a Király Színház tagja volt. Budapest összes magánszínházában fellépett, 1938-ban a Royal Színházban, 1938–39-ben az Andrássy úti Színházban, 1939-ben az Erzsébetvárosi Színházban játszott. Tagja volt a Színészkamarának, amely csak 1944-ben zárta ki. Pályája kezdetén prózai jellemszerepeket játszott, majd operettekben kisebb-nagyobb szerepeket formált meg.
Házastársa Schwarcz Ilona (1888–1945) színésznő volt, akivel 1910. június 12-én a Terézvárosban kötött házasságot.
1944 novemberében a kőszegi téglagyárban hunyt el munkaszolgálatosként.

## Főbb szerepei

### Színházi szerepei
- Garamvölgyi Aladár (Jókai Mór – Hevesi Sándor: Az új földesúr)
- Rád János (Bíró Lajos: Sárga liliom)
- Sir James (Vincent Youmans – Irving Caesar: Mersz-e Mary?)
- A császár (ifj. Johann Strauss – Nagypál Béla: Kék Duna)

### Filmszerepei
- Sárga liliom (1914)
- Az ezüst kecske (1916)
- A föld embere (1917)
- Az anyaszív (1917) ... Warvik György
- A kék bálvány (1931) ... sorsjegyárus
- Az ellopott szerda (1933) ... pincér
- Lila akác (1934) ... statiszta a bankban
- Meseautó (1934) ... a Központi Bank egyik aligazgatója
- A csúnya lány (1935) ... vendég a szállodában
- Tomi, a megfagyott gyermek (1936) ... tisztelendő úr
- Pesti mese (1937) ... banki igazgatósági tag
- A férfi mind őrült (1937) ... képvásárló
- Édes a bosszú (1937) ... szállodaportás
- Mámi (1937) ... Torday rokona
- Háromszázezer pengő az utcán (1937) ... Bugyorné férjjelöltje
- 3:1 a szerelem javára (1937) ... pincér a budapesti étteremben
- Két fogoly (1937) ... vendég a teadélutánon
- Az ember néha téved (1937) ... tanár az érettségi banketten
- Te csak pipálj, Ladányi! (1938) ... vendég Ladányiéknál
- Fekete gyémántok (1938) ... üzletember a tőzsdén
- Azurexpress (1938) ... tanár
- A leányvári boszorkány (1938) ... Böller sekrestyés, esküvői tanú
- A pusztai királykisasszony (1938) ... vendég a csárdában
- Nincsenek véletlenek (1938) ... vendég az esküvőn
- A tökéletes férfi (1939) ... banki igazgatósági tag
- Áll a bál (1939) ... előkelő úr a bálon
- Hat hét boldogság (1939) ... a „Három Galamb Asztaltársaság” tagja
- Erzsébet királyné (1940) ... osztrák úr
- Mária két éjszakája (1940) ... pincér az estélyen
- Dankó Pista (1940) ... statiszta a vendéglőben
- Cserebere (1940) ... vendég az étteremben
- Gyurkovics fiúk (1940-41) ... orfeumi vendég
- Magdolna (1941) ... Sanyika, vendég az estélyen
- Édes ellenfél (1941) ... banktisztviselő
- András (1941) ... vendég az estélyen
- Ne kérdezd, ki voltam (1941) ... vendég a szállodában
- Csákó és kalap (1941) ... tudós kolléga
- Bob herceg (1941) ... céhmester
- Régi keringő (1941) ... statiszta a Hungáriában
- Kádár kontra Kerekes (1941) ... klubtag
- Akit elkap az ár (1941) ... Börtönpap